# Насядкі
Насядкі (пол. Nasiadki) — село в Польщі, у гміні Леліс Остроленцького повіту Мазовецького воєводства.
Населення — 519 осіб (2011).
У 1975-1998 роках село належало до Остроленцького воєводства.

## Демографія
Демографічна структура станом на 31 березня 2011 року:
|          | Загалом | Допрацездатний вік | Працездатний вік | Постпрацездатний вік |
| -------- | ------- | ------------------ | ---------------- | -------------------- |
| Чоловіки | 261     | 74                 | 168              | 19                   |
| Жінки    | 258     | 82                 | 131              | 45                   |
| Разом    | 519     | 156                | 299              | 64                   |